# Junior-VM i håndbold 2008 (kvinder)
Juniorverdensmesterskabet i håndbold for piger 2008 var det 16. junior-VM i håndbold for piger, og slutrunden med deltagelse af 20 hold afvikledes i byerne Skopje, Ohrid, Gevgelija og Vinica i Makedonien i perioden 21. juli – 3. august 2008. Spillere født i 1988 eller senere kunne deltage i mesterskabet.
Tre uger inden mesterskabet meldte Uruguays hold afbud, og først forsøgte IHF at få reserven fra PATHF, Chile, til at stille op i stedet. Da det mislykkedes, gik pladsen i stedet til førstereserven fra EHF, Island, som dermed overtog Uruguays plads i gruppe A.
Slutrunden havde heller ikke deltagelse af vinderne af de seneste tre junior-VM, Rusland, som sensationelt ikke havde kvalificeret sig til slutrunden, efter at holdet havde tabt til Montenegro i kvalifikationen. 
Mesterskabet blev vundet af Tyskland, som dermed vandt sit første junior-VM. I finalen besejrede tyskerne Danmark med 23-22. Sølvmedaljerne var Danmarks bedste resultat ved junior-VM, siden holdet blev verdensmestre i 1997. Bronzemedaljerne gik for andet VM i træk til Sydkorea, som i bronzekampen vandt med 29-22 over Spanien.

## Resultater

### Indledende runde
De 20 hold spillede i den indledende runde i fire grupper med fem hold. De tre bedste hold fra hver gruppe gik videre til hovedrunden om placeringerne 1-12, mens firerne og femmerne spillede videre i placeringsrunden om 13.- 20.-pladsen.

#### Gruppe A
| Dato  | Kamp                 | Res.  |
| ----- | -------------------- | ----- |
| 21.7. | Ungarn - Island      | 23-23 |
| 21.7. | Slovenien - Tyskland | 26-29 |
| 22.7. | Island - Slovenien   | 26-26 |
| 22.7. | Rumænien - Tyskland  | 30-38 |
| 23.7. | Ungarn - Rumænien    | 27-26 |
| 24.7. | Tyskland - Island    | 23-24 |
| 24.7. | Slovenien - Ungarn   | 24-33 |
| 25.7. | Island - Rumænien    | 28-32 |
| 26.7. | Tyskland - Ungarn    | 35-21 |
| 26.7. | Rumænien - Slovenien | 25-20 |

| Gruppe A  | Kampe | Mål     | Point |
| --------- | ----- | ------- | ----- |
| Tyskland  | 4     | 125-101 | 6     |
| Ungarn    | 4     | 104-108 | 5     |
| Rumænien  | 4     | 113-113 | 4     |
| Island    | 4     | 101-104 | 4     |
| Slovenien | 4     | 96-113  | 1     |

#### Gruppe B
| Dato  | Kamp                    | Res.  |
| ----- | ----------------------- | ----- |
| 21.7. | Montenegro - Angola     | 31-23 |
| 21.7. | Kasakhstan - Japan      | 27-31 |
| 22.7. | Japan - Montenegro      | 30-31 |
| 22.7. | Danmark - Angola        | 32-25 |
| 23.7. | Kasakstan - Danmark     | 22-33 |
| 24.7. | Angola - Japan          | 26-24 |
| 24.7. | Montenegro - Kasakhstan | 30-28 |
| 25.7. | Japan - Danmark         | 28-34 |
| 26.7. | Angola - Kasakhstan     | 28-12 |
| 26.7. | Danmark - Montenegro    | 29-29 |

| Gruppe B   | Kampe | Mål     | Point |
| ---------- | ----- | ------- | ----- |
| Danmark    | 4     | 128-104 | 7     |
| Montenegro | 4     | 121-110 | 7     |
| Angola     | 4     | 102-970 | 4     |
| Japan      | 4     | 113-118 | 2     |
| Kasakhstan | 4     | 089-122 | 0     |

#### Gruppe C
| Dato  | Kamp                    | Res.  |
| ----- | ----------------------- | ----- |
| 21.7. | Kroatien - Brasilien    | 33-25 |
| 21.7. | Makedonien - Australien | 33-16 |
| 22.7. | Australien - Kroatien   | 18-53 |
| 22.7. | Sydkorea - Brasilien    | 37-32 |
| 23.7. | Makedonien - Sydkorea   | 27-35 |
| 24.7. | Brasilien - Australien  | 34-12 |
| 24.7. | Kroatien - Makedonien   | 34-20 |
| 25.7. | Australien - Sydkorea   | 12-39 |
| 26.7. | Sydkorea - Kroatien     | 29-29 |
| 26.7. | Brasilien - Makedonien  | 27-25 |

| Gruppe C   | Kampe | Mål     | Point |
| ---------- | ----- | ------- | ----- |
| Kroatien   | 4     | 149-920 | 7     |
| Sydkorea   | 4     | 140-100 | 7     |
| Brasilien  | 4     | 118-107 | 4     |
| Makedonien | 4     | 105-112 | 2     |
| Australien | 4     | 058-159 | 0     |

#### Gruppe D
| Dato  | Kamp                 | Res.  |
| ----- | -------------------- | ----- |
| 21.7. | Frankrig - Taiwan    | 39-23 |
| 21.7. | Argentina - Algeriet | 31-18 |
| 22.7. | Algeriet - Frankrig  | 18-34 |
| 22.7. | Spanien - Taiwan     | 27-19 |
| 23.7. | Argentina - Spanien  | 14-22 |
| 24.7. | Taiwan - Algeriet    | 28-18 |
| 24.7. | Frankrig - Argentina | 28-16 |
| 25.7. | Algeriet - Spanien   | 14-21 |
| 26.7. | Taiwan - Argentina   | 22-25 |
| 26.7. | Spanien - Frankrig   | 20-20 |

| Gruppe D  | Kampe | Mål     | Point |
| --------- | ----- | ------- | ----- |
| Frankrig  | 4     | 121-770 | 7     |
| Spanien   | 4     | 90-67   | 7     |
| Argentina | 4     | 86-90   | 4     |
| Taiwan    | 4     | 092-109 | 2     |
| Algeriet  | 4     | 068-114 | 0     |

### Placeringsrunde
De otte hold, der sluttede på fjerde- og femtepladserne i grupperne i den indledende runde, spillede i placeringsrunden om placeringerne 13-20. De otte hold blev inddelt i to nye grupper med fire hold, der spillede alle-mod-alle. Vinderne af de to grupper kvalificerede sig til kampen om 13.-pladsen, toerne gik videre til kampen om 15.-pladsen, treerne spillede om 17.-pladsen, mens firerne måtte se sig henvist til at spille om 19.-pladsen.

#### Gruppe I-P
| Dato  | Kamp                    | Res.  |
| ----- | ----------------------- | ----- |
| 28.7. | Island - Kasakhstan     | 39-31 |
| 28.7. | Makedonien - Algeriet   | 25-25 |
| 29.7. | Algeriet - Island       | 29-36 |
| 29.7. | Kasakhstan - Makedonien | 26-27 |
| 31.7. | Kasakhstan - Algeriet   | 25-29 |
| 31.7. | Island - Makedonien     | 39-27 |

| Gruppe I-P | Kampe | Mål     | Point |
| ---------- | ----- | ------- | ----- |
| Island     | 3     | 114-870 | 6     |
| Algeriet   | 3     | 83-86   | 3     |
| Makedonien | 3     | 79-90   | 3     |
| Kasakhstan | 3     | 82-95   | 0     |

#### Gruppe II-P
| Dato  | Kamp                   | Res.  |
| ----- | ---------------------- | ----- |
| 28.7. | Japan - Slovenien      | 35-31 |
| 28.7. | Taiwan - Australien    | 29-25 |
| 29.7. | Australien - Japan     | 22-33 |
| 29.7. | Slovenien - Taiwan     | 36-22 |
| 31.7. | Japan - Taiwan         | 30-24 |
| 31.7. | Slovenien - Australien | 42-14 |

| Gruppe II-P | Kampe | Mål     | Point |
| ----------- | ----- | ------- | ----- |
| Japan       | 3     | 98-77   | 6     |
| Slovenien   | 3     | 109-710 | 4     |
| Taiwan      | 3     | 75-91   | 2     |
| Australien  | 3     | 061-104 | 0     |

### Hovedrunde
De tolv hold, der sluttede på første-, anden- og tredjepladserne i grupperne i den indledende runde, spillede i hovedrunden om placeringerne 1-12. De seks hold fra gruppe A og B blev samlet i gruppe I-M, mens holdene fra gruppe C og D samledes i gruppe II-M. I de to nye grupper spilledes der alle-mod-alle, bortset fra at resultater af indbyrdes opgør mellem hold fra samme indledende gruppe førtes med over til hovedrunden. Vinderne og toerne af de to grupper kvalificerede sig til semifinalerne. De to treere kvalificerede sig til kampen om 5.-pladsen, firerne gik videre til kampen om 7.-pladsen, femmerne spillede om 9.-pladsen, mens sekserne måtte se sig henvist til at spille om 11.-pladsen.

#### Gruppe I-M
| Dato  | Kamp                  | Res.  |
| ----- | --------------------- | ----- |
| 28.7. | Ungarn - Angola       | 31-25 |
| 28.7. | Rumænien - Danmark    | 24-30 |
| 28.7. | Tyskland - Montenegro | 29-31 |
| 29.7. | Danmark - Ungarn      | 34-23 |
| 29.7. | Angola - Tyskland     | 28-37 |
| 29.7. | Montenegro - Rumænien | 30-34 |
| 31.7. | Rumænien - Angola     | 25-24 |
| 31.7. | Ungarn - Montenegro   | 34-33 |
| 31.7. | Tyskland - Danmark    | 24-25 |

| Gruppe I-M | Kampe | Mål     | Point |
| ---------- | ----- | ------- | ----- |
| Danmark    | 5     | 150-125 | 9     |
| Tyskland   | 5     | 163-135 | 6     |
| Ungarn     | 5     | 136-151 | 6     |
| Montenegro | 5     | 154-149 | 5     |
| Rumænien   | 5     | 139-149 | 4     |
| Angola     | 5     | 125-156 | 0     |

#### Gruppe II-M
| Dato  | Kamp                  | Res.  |
| ----- | --------------------- | ----- |
| 28.7. | Sydkorea - Argentina  | 36-26 |
| 28.7. | Brasilien - Frankrig  | 27-28 |
| 28.7. | Kroatien - Spanien    | 20-24 |
| 29.7. | Frankrig - Sydkorea   | 28-45 |
| 29.7. | Argentina - Kroatien  | 22-25 |
| 29.7. | Spanien - Brasilien   | 27-24 |
| 31.7. | Brasilien - Argentina | 30-23 |
| 31.7. | Sydkorea - Spanien    | 23-28 |
| 31.7. | Kroatien - Frankrig   | 33-25 |

| Gruppe II-M | Kampe | Mål     | Point |
| ----------- | ----- | ------- | ----- |
| Spanien     | 5     | 121-101 | 9     |
| Sydkorea    | 5     | 170-143 | 7     |
| Kroatien    | 5     | 140-125 | 7     |
| Frankrig    | 5     | 129-141 | 5     |
| Brasilien   | 5     | 138-148 | 2     |
| Argentina   | 5     | 101-141 | 0     |

### Placeringskampe
| Placeringskamp      | Dato | Kamp                    | Res.  |
| ------------------- | ---- | ----------------------- | ----- |
| Kamp om 19.-pladsen | 2.8. | Australien - Kasakhstan | 22-32 |
| Kamp om 17.-pladsen | 2.8. | Makedonien - Taiwan     | 25-26 |
| Kamp om 15.-pladsen | 2.8. | Slovenien - Algeriet    | 33-27 |
| Kamp om 13.-pladsen | 2.8. | Island - Japan          | 27-26 |
| Kamp om 11.-pladsen | 3.8. | Argentina - Angola      | 24-29 |
| Kamp om 9.-pladsen  | 3.8. | Rumænien - Brasilien    | 31-33 |
| Kamp om 7.-pladsen  | 3.8. | Frankrig - Montenegro   | 42-35 |
| Kamp om 5.-pladsen  | 3.8. | Ungarn - Kroatien       | 28-24 |

### Finalekampe
| Dato        | Kamp               | Res.  |
| ----------- | ------------------ | ----- |
| Semifinaler |                    |       |
| 2.8.        | Danmark - Sydkorea | 32-28 |
| 2.8.        | Spanien - Tyskland | 22-28 |
| Bronzekamp  |                    |       |
| 3.8.        | Sydkorea - Spanien | 29-22 |
| Finale      |                    |       |
| 3.8.        | Danmark - Tyskland | 22-23 |

### Medaljevindere
| Guld | Sølv | Bronze | Nr. 4 |
| --- | --- | --- | --- |
| Tyskland | Danmark | Sydkorea | Spanien |
| Anna Monz Marlene Zapf Nadja Nadgornaja Susann Müller Antje Lauenroth Franziska Mietzner Lone Fischer Evelyn Schulz Melanie Herrmann Kira Eickhoff Julia Wenzl Antje Lenz Elisabeth Garcia-Almendaris Friederike Gubernatis Kim Neidzinavicius Janine Urbannek | Sandra Toft Mia Boesen Lærke Winther Møller Gitte Andersen Mie Augustesen Susan Thorsgaard Stine Nyegaard Thilde Mathiasen Sabina Rasmussen Camilla Dalby Rikke Skov Myrup Ditte Kelså Mette Madsbjerg Kristina Kristiansen Anne-Kathrine Bruun Østergaard Kirsten Balle | Areoum Youn Seolhwa Choe Mirey Song Hyunhwa Nam Hyemin Kang Soyeong Jeong Hanna Gwon Seonmi Lee Minji Lee Hui Ju Kyungjin Joo Selki Choi Haerim Shin Eunju Jang Jieun Jo Mina Won | Amparo Aguas Ronda Maria Luja Suarez Diana Castro Sandoval Veronica Canon Garcia Anabel Mateo Camacho Anna Vicente Ortiz Maria Nunez Nistal Nerea Pena Abaurrea Raquel de la Cruz Gomez Marta Santos Gallardo Nuria Gracia Arderiu Alizia Cembranos Bruzon Mercedes Castellanos Soanez Alba Albaladejo Anais Lorenzo Franco Carmen Martin Berenguer |